# Wir leben … SM!
Wir leben … SM! ist eine deutsche Filmdokumentation des Regisseurs Gerhard Stahl aus dem Jahr 2004. Der Film begleitet ein Jahr lang zwei Menschen, die auf unterschiedliche Weise Bezüge zur deutschen BDSM-Szene haben, und stellt deren Lebensentwürfe vor. Interviews mit bekannten Kulturschaffenden mit BDSM-Bezug runden die Produktion ab.

## Handlung
Die Dokumentation begleitet ein Jahr lang ein Paar, das BDSM in seinen Lebensmittelpunkt gestellt hat, in seinem privaten und beruflichen Umfeld. Die Stuttgarter Domina „Lady Isis“ arbeitet hauptberuflich in einem Studio, weiterhin choreografiert sie und tritt mit Performances auf BDSM-Veranstaltungen auf. Unter dem Namen „Woschofius“ ist auch ihr Freund, der vierzigjährige Andreas, im Bereich BDSM aktiv. Er schreibt, musiziert, fotografiert und baut Skulpturen. Weiterhin betreibt er einen Online-Shop und ist als Veranstaltungsorganisator von Partys tätig.
Neben dem Alltagsleben des Paares stellt der Film auch deren gemeinsamen weiblichen Bottom Z. vor und zeigt die drei bei einer Spielsession. Die Produktion zeigt Aufnahmen des Christopher Street Day und Interviews mit Künstlern wie Matthias T. J. Grimme und Axel Tüting.

## Kritik
„Gestalterisch konventioneller Dokumentarfilm über Spielarten des Sadomasochismus, der drei exponierte Vertreter der Szene zu Wort kommen lässt, in aller Deutlichkeit Praktiken vorführt und die Lebens- und Lustphilosophien der Porträtierten nahezubringen versucht. Er wendet sich durchaus an Menschen mit einer normal ausgerichteten Sexualität, stößt aber in seinem Bemühen, die vorgebliche Normalität solcher Praktiken herauszustellen, zwangsläufig auf Unverständnis und Widerspruch.“

## Hintergründe
- Die Musik der Produktion stammt von Carlos Perón, Gründungsmitglied der Musikgruppe Yello.
- Die Premiere des Films fand am 30. Januar 2004 im Düsseldorfer Filmkunstkino Metropol statt.
- Die DVD-Version des Films enthält als Bonus einen elfminütigen Mitschnitt eines gemeinsamen Auftritts von „Lady Isis“ mit Carlos Perón auf dem Wave-Gotik-Treffen in Leipzig.